# Arvid Ringstrand
Arvid Ringstrand, född 3 februari 1888 i Västervik, död 1 december 1957 i Göteborg, var en svensk friidrottare (längdhopp och 400 meter). Han tävlade inhemskt för IFK Norrköping.

## Karriär
Den 13 oktober 1907 förbättrade Ringstrand i Stockholm Sven Låftmans svenska rekord i längdhopp, från 6,59 till 6,69. Rekordet behöll han till 1909 då Knut Stenborg förbättrade det med 22 cm. 
1908 deltog Ringstrand vid OS i London där han blev utslagen i försöken på 400 m (han kom trea i sitt försöksheat). Han var även med i längdhopp, men blev där oplacerad.

### Fotnoter
1. 1 2  SOK:s personsida Arkiverad 14 januari 2010 hämtat från the Wayback Machine.
2. ↑  Swedish Athletic Page
3. ↑   Focus Presenterar Sporten 2. Stockholm: Almqvist & Wiksell/Gebers Förlag AB. 1967